# Mede
Mede (Méed in dialetto lomellino) è un comune italiano di 6 072 abitanti della provincia di Pavia in Lombardia. Si trova nella Lomellina sudoccidentale, nella pianura tra il Po, l'Agogna e il Sesia.

## Storia
Era un importante centro economico in epoca romana: il Museo Civico di Novara ne raccoglie alcuni reperti archeologici.
Nell'alto medioevo fece parte del Comitato di Lomello; nel 1157 venne confermato da Federico I ai conti palatini di Lomello, che peraltro erano stati sottomessi da Pavia, cui lo stesso imperatore assegnò ufficialmente la supremazia della Lomellina nel 1164.
 Tra i numerosi rami in cui si erano divisi i conti palatini, uno dei più importanti fu quello dei Conti di Mede che a loro volta si divisero in moltissimi rami, ma ebbero la saggezza di mantenersi tra loro solidali, con patti che escludevano la vendita di quote feudali a famiglie estranee alla parentela: in tal modo ebbero sempre la conferma del feudo di Mede, dagli Imperatori e dai duchi di Milano (cui Mede appartenne fino al 1535), dagli Spagnoli (1535-1706), e dai Savoia (Mede venne conquistato nel 1706 da Eugenio di Savoia per conto degli austriaci.
 L'Austria lo consegnò nel 1707 ai Savoia, assieme a tutta la Lomellina). Attorno al 1500 le varie linee dei conti di Mede assunsero cognomi propri, derivati probabilmente dai loro capostipiti: Giovannoli, Enriotti, Biasoni, Alessandri, Guizzardi, Isnardi, Genselmi, Brizio, e inoltre Luneri, Biscossa e Zaccaria, entrati nella casata per matrimonio. Nel 1707, all'avvento dei Savoia, sono ancora confeudatari i Giovannoli, i Gorrani (che avevano acquistato delle quote nel 1652), gli Zaccaria, i Guizzardi e gli Isnardi.
In quest'epoca Mede fu sede della Congregazione della Lomellina.
Nel 1806 furono uniti al comune di Mede i soppressi comuni di Tortorolo e Parzano, mentre in precedenza lo era stata la Cascina Ragnera. Nel 1928 fu aggregato a Mede il comune di Goido.
- Ragnera è nota fin dal 1250, nell'elenco delle terre pavesi, come Turris Raynerii, torre del visconte Rainerio; nel 1707 ne è feudatario il sig. Corri di Milano; il comune viene soppresso nel 1759.
- Parzano appare nell'elenco del 1250 come Purcanum; feudalmente seguì le sorti di Sartirana, appartenente dal 1522 agli Arborio di Gattinara.
- Tortorolo, noto nell'elenco del 1250 come Turturolum, fu parte invece del feudo di Frascarolo e Castellaro de' Giorgi, passando dai Birago ai Varesini, di nuovo ai Birago, agli Arborio di Gattinara (1522) e ancora ai Varesini. Nel 1707 sembra non fosse più infeudato.
- Goido (CC E077), come suggerisce il nome, fu probabilmente un insediamento di Goti nell'alto medioevo. Nel 1250 appare come Goyve nell'elenco delle terre pavesi. Appartenne alla Contea di Mede, e fu feudo probabilmente dei Giovannoli, ramo dei Conti di Mede, da cui pervenne ai Gorrani di Milano. Il comune fu soppresso nel 1928.

### Simboli
Lo stemma storico è stato riconosciuto con DPCM del 3 settembre 1951.
Il gonfalone,  concesso con D.P.R. del 30 agosto 1952, è un drappo partito di rosso e di bianco.

## Monumenti e luoghi d'interesse

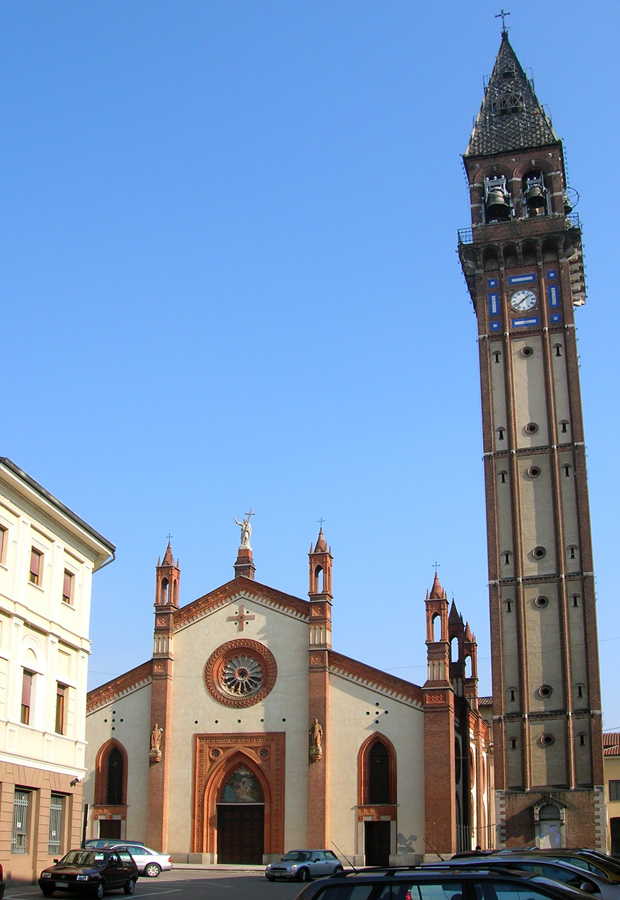
La chiesa parrocchiale

### Mede
- Chiesa parrocchiale Santi Marziano e Martino, XIV secolo, su un precedente tempio pagano. Il campanile della chiesa, alto 63 metri con base quadrata di 5,50 metri di lato, fu inaugurato nel 1904[7].
- Chiesa della SS. Trinità, XVI secolo, con affrescate da opere originali del famoso pittore Giuseppe Amisani, conosciuto come il pittore dei Re.
- Chiesa di San Rocco (1576)
- Chiesa degli Angeli (1581)
- Castello San Giuliani, XIV secolo, cui rimane parte del maschio a pianta quadrata e di cui permangono resti dei sotterranei nella casa Pallestrini[8]. Oggi ospita la Biblioteca comunale G. Amisani, la raccolta naturalistica Ugo Fantelli e una parte significativa delle opere dell'artista Regina Cassolo.
- Monumento ai Caduti, sito in Piazza della Repubblica, davanti al palazzo comunale, fu inaugurato il 19 novembre 1922. La somma necessaria fu raccolta attraverso una pubblica sottoscrizione lanciata da "Comitato pro Monumento", per ricordare le vittime della Grande Guerra, che vide la massima partecipazione della cittadinanza e della Amministrazione Comunale. Sopra il basamento a forma piramidale si erge una statua di bronzo rappresentante un soldato nell'atto di piantare la bandiera su di uno strato di roccia, a simboleggiare la meta raggiunta. Realizzatore della statua fu lo scultore Michele Vedani. Nella facciata principale del basamento venne collocato un magnifico bassorilievo di bronzo, opera del concittadino Felice Bialetti, scultore. L'opera fu donata dal cugino Ferdinando, dopo la morte dell'autore, e rappresenta il petto nudo e robusto di un giovane morente la cui mano viene sollevata e baciata dalla figura di una donna che raccoglie l'ultimo respiro a simboleggiare il sacrificio di un soldato caduto per la Patria.

Nel corso dell'anno 2008 l'Amministrazione comunale ha proceduto ad un generale restauro del Monumento, ravvivando le scritte degli oltre cento caduti medesi nella Prima Guerra Mondiale, e ripristinando la scritta originaria sul fronte, che recita: "Con orgoglio e tenerezza Mede ai figli suoi".
- Monumenti di recente costruzione dedicati agli Alpini ed ai bersaglieri della Lomellina.

### Frazioni
- Goido
  - La Riseria Masinari è la più antica della Lomellina; venne costruita nel XVIII secolo da una congregazione di frati.
- Parzano
  - Chiesa della Confraternita, con affrescate da opere originali del famoso pittore Giuseppe Amisani
- Castello di Tortorolo, XIV secolo[9], edificio dalla cui facciata principale sporge una torre centrale d'ingresso dotata di beccatelli. Le facciate del castello presentano una decorazione a zig-zag.[10]

## Società

### Evoluzione demografica
Abitanti censiti

## Cultura

### Cucina

#### Sagra della Cotoletta
A Mede ogni mese di Maggio si potrà consumare la cotoletta uno degli alimenti più famosi della cucina lombarda.

### Tradizioni e folclore

#### Palio d'la Ciaramèla
La seconda domenica di settembre si tiene il Palio d'la Ciaramèla, competizione folkloristica che vede sfidarsi i 10 rioni di Mede: J'Angial, Marcanton, San Roc, Cruson, Pasquà, San Banardin, Piasa Giaratta, Roca Bianca, Busch, Gab. 
Ideato nel 1981 dal centro culturale "Giuseppe Amisani", si è da allora sempre tenuto ad eccezione degli anni 1996, 2001 e 2020-2021. Scopo della manifestazione è rievocare l'ambiente contadino medese di fine Ottocento/inizio Novecento, valorizzandone i mestieri tipici (sellai, zoccolai, fabbri, falegnami, panettieri), che nella serata del sabato precedente vengono rappresentati da ciascun rione in forma di recita dialettale, unitamente alle allegorie di altri momenti di vita quotidiana (banchetti nuziali, balli, osterie, veglie funebri, bucato). 
Il Palio (preceduto da una cerimonia religiosa e da una sfilata in costume) consiste in una partita al gioco della lippa, detto localmente ciaramèla (col solo ausilio di un bastone di legno e di un piccolo altro pezzetto di legno con le estremità limate e acuminate), che viene disputata allo stadio comunale.

## Economia
Si tratta di un centro agricolo. La coltivazione principale è quella del riso. Sono presenti attività artigianali di oreficeria.

## Sport
La squadra di calcio locale è la Medese, contraddistinta dai colori rosso-neri. Eccetto tre stagioni (dal 1945-46 al 1947-48) durante le quali militò in Serie C, la Medese non si è mai spinta oltre le divisioni dilettantistiche a carattere locale.